# The Last Man (pel·lícula de 1932)
The Last Man és una pel·lícula pre-codi dirigida per Howard Higgin i interpretada per Charles Bickford, Constance Cummings i Alec B. Francis entre d'altres. La pel·lícula es va estrenar el 31 d'agost de 1932.

## Repartiment
- Charles Bickford (Bannister)
- Constance Cummings (Marian Wingate)
- Alec B. Francis (John Wingate)
- Alan Roscoe (Marsden)
- Robert Ellis (English Charlie)
- James Wang (Won-Le-Ton)
- William A. Williams (Gibbs)
- Jack Carlisle (primer oficial del Glencoe)
- John Eberts (espia egipci)
- Kit Guard (primer oficial del Ballentyne)
- Edward LeSaint (capità del Glencoe)
- George McGrill (segon oficial del Ballentyne)
- Hal Price (capità del Ballentyne)
- Jack Richardson (doctor)
- Albert J. Smith (Halborn)
- Bud Sundholm (mariner suec)
- Bob St. Angelo (Joe)

## Argument
Mentre viatja a prop de Suez enmig d'una espessa boira, el carregador Glencoe gairebé topa amb un altre carregador aparentment abandonat que va a la deriva. Mentre la tripulació investiga el vaixell, es troben dotze homes morts arrenglerats en dues fileres. Davant d'ells hi ha un home gran assegut i en estat de xoc, que protesta reiteradament que ja ha estat jutjat i trobat innocent. Els dotze cadàvers són evidentment en la seva imaginació els membres d'un jurat. Troben evidències que el carregador s'ha produït una enorme baralla ja que troben més homes morts a les cabines i a les cobertes a sota. Al final acaben trobant dos supervivents més: una dona jove i un home ferit. Quan l'home es refà, els informa que és un agent d'assegurances anglès i es diu Bannister.
Explica als seus salvadors l'estranya història de ha arribat a ser "l'últim home”: Bannister treballava a la Hoyt Insurance de London i Marsden, el màxim representant de la firma a Suez, li va demanar que investigués una sèrie de pèrdues de vaixells de la companyia de John Wingate que eren sospitoses i que havien costat molts diners a la companyia asseguradora.
Bannister sospitava que Wingate enfonsava expressament els seus propis vaixells per cobrar l'assegurança, i per això va viatjar a Suez disfressat de mariner busca-raons. Allà s'embarca en el carregador on també es trobaven Wingate i la seva filla Marian, que viatjava amb el seu pare per ajudar a calmar les pors misterioses que pateix. Inspirat en les pistes trobades durant les seves investigacions pel port, Bannister decideix atrapar el culpable amb una trampa fent un enviament de un milió de dòlars en or, que en realitat és una càrrega de ferro.
Marsden, corredor d'assegurances de Wingates, és l'instigador de l'estafa. En saber del carregament disposa d'un dels bucs de Wingates per transportar l'or ja que veu una oportunitat d'aconseguir l'or, els diners de l'assegurança i la Marian, a qui desitja. Marsden acompanya els Wingate en el viatge. Bannister s'embarca a l'últim minut i vigila Marian, de qui s'ha començat a enamorar. La tripulació ha estat contractada per Marsden, però alguns han sentit el rumor que el pla és enterrar l'or en una illa deserta i creuen que els volen assassinar per tal que ningú pugui anar-se de la llengua. Això produeix una batalla entre la tripulació que acaba amb la mort de tots ells. Bannister és ferit en el moment en què aconsegueix acabar amb Marsden. D'ençà aleshores, el vaixell ha anat a la deriva fins a trobar el Glencoe. Ara que el cas ha estat tancat i Wingate ha estat declarat innocent, Bannister vol gaudir d'un final feliç amb Marian.

## Producció
Basada en una història de Keene Thompson, la pel·lícula es titulava inicialment “The Thirteenth Man” però la Columbia va decidir canviar el nom a “The Last Man”. Rodada durant el mes de juliol del 1932, a mitjans d'agost la pel·lícula ja es trobava a la sala de muntatge.